# Staatliche Medizinische Universität Jerewan

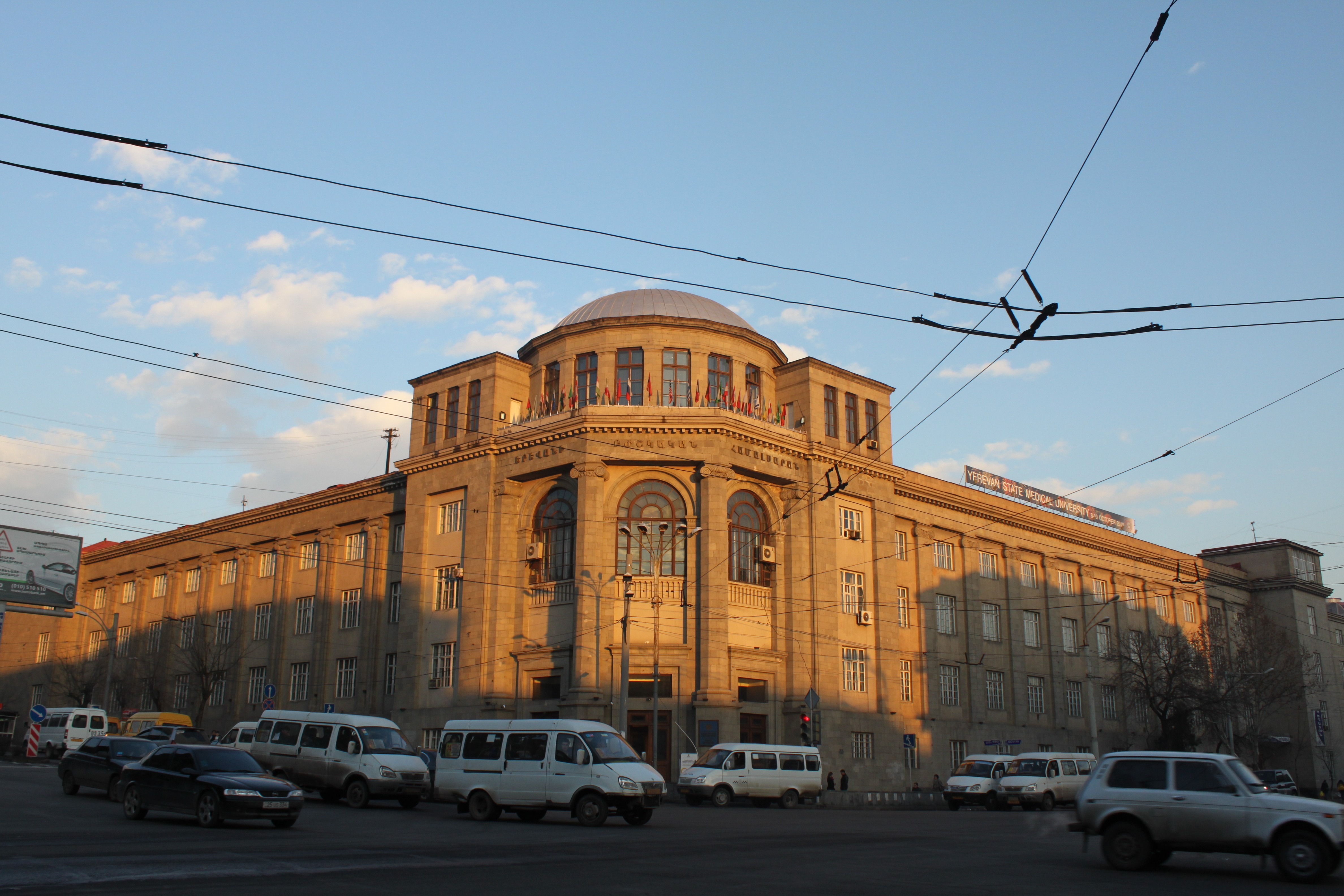
Hauptgebäude der Universität (2011)

Die Staatliche Medizinische Universität Jerewan (armenisch:  Երեվանի Մխիթար Հերացու անվան Պետական Բժշկական Համալսարան, englisch: Yerevan State Medical University (YSMU)) ist eine medizinische Universität in Armenien. Sie wurde 1920 gegründet und hat heute rund 5.000 Studenten, denen sie sechs Studiengänge bietet.

## Studium & Lehre
Die YSMU besteht aus sechs Fakultäten: Allgemeine Medizin, Stomatologie, Pharmazie, Militärmedizin, Public Health sowie eine Fakultät für „Postgraduelle und weiterführende Bildung“. Die Lehrsprachen sind Armenisch, Russisch und Englisch. Ein akademisches Jahr ist in zwei Semester unterteilt, es umfasst 40 Wochen.
Im Studienjahr 2014–2015 hatte die Universität etwa 3000 Studenten. An die Universität sind 15 Krankenhäuser angegliedert, in denen die Studierenden lernen.

### Universitätsbibliothek
Der Bestand der Universitätsbibliothek beläuft sich auf rund 650.000 Bände.

### Internationale Zusammenarbeit
An der YSMU erbrachte Leistungen im Studium können nach dem European Credit Transfer System anerkannt werden.
Die YSMU ist seit dem Jahr 2000 mit verschiedenen Organisationen und internationalen Universitäten verpartnert. Darunter die International Association of Universities, die World Federation of Medical Education, die Association of Medical Education in Europe, die International Federation of Medical Students Association, die International Pharmaceutical Students Federation und die Global Universities in Distance Education.

## Geschichte
Der armenische Ministerrat verabschiedete am 16. Mai 1919 einen Erlass zur Gründung einer Universität, die aus vier Fakultäten bestehen sollte, Geschichte & Linguistik, Wirtschaftswissenschaften, Physik und Medizin. Da in Jeweran kein passendes Gebäude gefunden wurde, eröffnete die Hochschule am 31. Januar 1920 zunächst in Teilen im damaligen Alexandropol, dem heutigen Gjumri. Erst im Herbst des Jahres 1920 unterzeichnete der damalige Bildungsminister das konkrete Dokument zur Schaffung der Hochschule für Medizin. Dieses wurde aufgrund der politischen Umstände zunächst nicht umgesetzt: Am 29. November 1920 wurde die Armenische Sozialistische Sowjetrepublik ausgerufen. Durch das Revolutionskomitee der Zweiten Republik wurde ein Kommissariat für öffentliche Gesundheit installiert; am 3. November 1921 folgte die Einrichtung der medizinische Schule im Stadtkrankenhaus von Jerewan, der ersten Einrichtung zur Ausbildung von medizinischem Personal in Armenien. Aus dieser entwickelte sich dann über fünf Jahre, bis 1927, die Staatliche Medizinische Universität. Die Umbenennung von „Volksuniversität“ zu „Staatliche Universität“ erfolgte 1922. Während das Institut für Anatomie und Physiologie seit der Gründung grundsätzlich im Universitätsgebäude angesiedelt war, musste die Institutsleitung auf Grund mangelnder räumlicher Ausstattung über mehrere Jahre im städtischen Krankenhaus unterkommen. Darüber hinaus wurde der Lehrstuhl für Pharmakologie im Gebäude des Stadtrats für kulturelle Angelegenheiten angesiedelt.
Die entsprechenden baulichen Maßnahmen wurden bis in die 1930er Jahre umgesetzt. Heute besteht der Campus aus vier Gebäuden.
Im Jahr 1927 verließ mit 32 Personen der erste Jahrgang Absolventen die Hochschule.
1930 wurde die wissenschaftliche Bibliothek eröffnet, seit 1958 wird hier die Universitäts-Zeitung „Apaga Bjihsk“ verlegt.
Am 25. Mai 1989 wurde Mkhitar Heratsi als Namensgeber der Einrichtung hinzugefügt.
Nachdem die Universität als Teil der Sowjetunion gewachsen war – 1972 wurde etwa die Fakultät für Pharmazie eröffnet, bereits 1958 die Fakultät für Pädiatrie – erfolgte die Erklärung Armeniens zur unabhängigen Republik 1991, die für die Universität eine mehrjährige Phase der Umstrukturierung bedeutete.